# She's Oil Mine
Pour plus de détails, voir Fiche technique et Distribution.
She's Oil Mine est le dernier des dix courts métrages de la Columbia Pictures dans lesquels joua Buster Keaton. Le premier était Pest from the West (1939) suivi de Mooching Through Georgia (1939), Nothing But Pleasure (1940), Pardon My Berth Marks (1940), The Taming of the Snood (1940), The Spoke Speaks (1940), His Ex Marks the Spot (1940), So You Won't Squawk (1941) et General Nuisance (1941).

## Synopsis
Waters (Buster Keaton) et Piper (Monte Collins (en)) sont des plombiers. Pendant une journée chargée à l'atelier, une héritière (Elsie Ames (en)) fuit un insistant prétendant (Eddie Laughton (en)) que la jalousie amène à provoquer Waters en duel.

## Fiche technique
Source : IMDb.
- Réalisateur : Jules White
- Scénario : Felix Adler
- Producteur : Jules White
- Direction de la photographie : Benjamin H. Kline (comme : Benjamin Kline)
- Distribution : 1941 : Columbia Pictures (cinéma) - 1959 : Screen Gems (TV)- 2006 : Sony Pictures Home Entertainment (DVD)
- Format : 1,33 :1, noir et blanc, 35 mm, sphérique, son mono
- Montage : Jerome Thoms
- Genre : Comédie
- Langue : Anglais
- Sorties : États-Unis : 20 novembre 1941

## Distribution
- Buster Keaton : le plombier Buster Waters
- Monte Collins (en) : le plombier Monty Piper
- Elsie Ames (en) : l'héritière
- Eddie Laughton (en) : Clementi, le soupirant d'Elsie
- Dorothy Appleby : la femme de chambre de l'hôtel (non créditée)
- Bud Jamison : second (non crédité)
- Harry Semels (en) : l'arbitre (non crédité)

## Historique
Le titre du film est un jeu de mots entre « She's Oil Mine » (Elle est une mine de pétrole) et « She's all mine » (Elle est entièrement à moi).
Comme la plupart des comédies de Keaton chez Columbia, l'accent est mis sur le slapstick, auquel Keaton apporte cependant de nombreuses subtilités. Une contribution mémorable voit Buster le doigt coincé dans un tuyau et s'en dégager d'une façon originale. Ce titre est un remaniement du film de Keaton, Le Plombier amoureux de (1932).
Après avoir fait 10 courts métrages pour Columbia, Keaton choisit de ne pas renouveler son contrat et opta pour des seconds rôles dans les longs métrages. La Columbia continua de distribuer ces comédies avec Keaton jusque dans les années 60.

### Source de la traduction
- (en) Cet article est partiellement ou en totalité issu de l’article de Wikipédia en anglais intitulé « She's Oil Mine » (voir la liste des auteurs).